# Sector 2 (Bucarest)
El Sector 2 es uno de los seis sectores que componen Bucarest, la capital de Rumanía. Está al este del Sector 1 y al norte del Sector 3. Este sector es el más multicultural de Bucarest, y dentro de él se ubica la mayor comunidad de población china de Rumanía, que vive fundamentalmente en los distritos de Colentina y Obor.
Además de Colentina y Obor, el sector alberga los siguientes distritos: Pantelimon, Iancului, Tei, Floreasca, Moşilor, Vatra Luminoasă, Fundeni, Plumbuita, Ştefan cel Mare y Baicului.
El alcalde del sector es Neculai Onţanu, del Partido Socialdemócrata. El ayuntamiento del Sector 2 tiene 27 escaños, los cuales están repartidos así (2006):
- Partido Demócrata: 11 escaños
- Partido Socialdemócrata: 10 escaños
- Partido Nacional Liberal: 4 escaños
- Partido de la Gran Rumanía: 2 escaños